# Eupithecia macellata
Eupithecia macellata là một loài bướm đêm trong họ Geometridae.